# China Resources Headquarters
Das China Resources Headquarters ist ein Super-Wolkenkratzer in der chinesischen Metropole Shenzhen. Das Gebäude wurde 2018 eröffnet und ist mit 392 Meter Höhe das dritthöchste Gebäude der Stadt, es überholte bereits im Bau 2016 das Shun Hing Square. Getoppt wird es nur noch vom Pingan International Finance Center und dem KK100. Der Wolkenkratzer verfügt über 67 Etagen, von denen die meisten als Büros dienen. Die Obersten werden als Hotel genutzt. Das China Resources Headquarters ist Teil eines 3 Milliarden US-Dollar teuren Projektes welches Hotels, Büros und Einkaufszentren auf einer Gesamtfläche von 760.000 m² beinhalten wird. Wie auch das Pingan International Finance Center und andere superhohe Wolkenkratzer wurde dieses Gebäude vom Architekturbüro Kohn Pedersen Fox entworfen.